# Campeonato Mundial de Atletismo de 2015 - Revezamento 4x100 m masculino
A prova dos 4 x 100 metros estafetas masculino do Campeonato Mundial de Atletismo de 2015 foi disputada no dia 29 de agosto no Estádio Nacional de Pequim, em Pequim.

## Recordes
Antes desta competição, os recordes mundiais e do campeonato nesta prova eram os seguintes:
| Tipo                  | Atleta                                                | Tempo | Local   | Data                  |
| --------------------- | ----------------------------------------------------- | ----- | ------- | --------------------- |
|                       | (Nesta Carter,Michael Frater,Yohan Blake, Usain Bolt) | 36:84 | Londres | 11 de agosto de 2012  |
| Recorde do campeonato | (Nesta Carter,Michael Frater,Yohan Blake, Usain Bolt) | 37:04 | Daegu   | 4 de setembro de 2011 |

## Medalhistas
| Ouro                                                                                  | Prata                                                        | Bronze                                                                  |
| Jamaica · Nesta Carter · Asafa Powell · Nickel Ashmeade · Usain Bolt · Rasheed Dwyer* | China · Mo Youxue · Xie Zhenye · Su Bingtian · Zhang Peimeng | Canadá · Aaron Brown · Andre De Grasse · Brendon Rodney · Justyn Warner |

(*) Disputaram apenas as eliminatórias

## Cronograma
Todos os horários são locais (UTC+8).
| Data         | Hora  | Evento        |
| ------------ | ----- | ------------- |
| 29 de agosto | 12:20 | Eliminatórias |
| 29 de agosto | 21:10 | Final         |

## Resultados

### Eliminatórias
Qualificação: Os 3 de cada bateria (Q) e os 2 melhores tempos  (q) avançam para a semifinal. 
| Colocação. | Bateria | Nacionalidade     | Atletas                                                                              | Tempo | Notas |
| ---------- | ------- | ----------------- | ------------------------------------------------------------------------------------ | ----- | ----- |
| 1          | 2       | Jamaica           | Nesta Carter, Asafa Powell, Rasheed Dwyer, Nickel Ashmeade                           | 37.41 | Q, SB |
| 2          | 2       | França            | Emmanuel Biron, Christophe Lemaitre, Guy-Elphège Anouman, Jimmy Vicaut               | 37.88 | Q, SB |
| 3          | 1       | Estados Unidos    | Trayvon Bromell, Justin Gatlin, Tyson Gay, Mike Rodgers                              | 37.91 | Q     |
| 4          | 2       | China             | Mo Youxue, Xie Zhenye, Su Bingtian, Zhang Peimeng                                    | 37.92 | Q, AS |
| 5          | 2       | Antígua e Barbuda | Chavaughn Walsh, Daniel Bailey, Jared Jarvis, Miguel Francis                         | 38.01 | q, NR |
| 6          | 2       | Canadá            | Aaron Brown, Andre De Grasse, Brendon Rodney, Justyn Warner                          | 38.03 | q, SB |
| 7          | 1       | Grã-Bretanha      | Richard Kilty, Harry Aikines-Aryeetey, James Ellington, Daniel Talbot                | 38.20 | Q, SB |
| 8          | 2       | Países Baixos     | Solomon Bockarie, Patrick Van Luijk, Liemarvin Bonevacia, Hensley Paulina            | 38.41 | SB    |
| 9          | 1       | Alemanha          | Julian Reus, Sven Knipphals, Alexander Kosenkow, Aleixo-Platini Menga                | 38.57 | Q     |
| 10         | 1       | Japão             | Kazuma Oseto, Kenji Fujimitsu, Takuya Nakata, Kotaro Taniguchi                       | 38.60 |       |
| 11         | 1       | Ucrânia           | Roman Kravtsov, Serhiy Smelyk, Volodymyr Suprun, Vitaliy Korzh                       | 38.79 | SB    |
| 12         | 1       | Bahamas           | Warren Fraser, Shavez Hart, Elroy Mcbride, Teray Smith                               | 38.96 | SB    |
| 13 !       | 1       | Brasil            | Gustavo M. Dos Santos, Aldemir da Silva Junior, Bruno de Barros, José Carlos Moreira | DNF   |       |
| 13 !       | 2       | África do Sul     | Henricho Bruintjies, Anaso Jobodwana, Antonio Alkana, Akani Simbine                  | DNF   |       |

### Final
A final ocorreu às 21:10.
| Classificação     | Nacionalidade     | Atletas                                                                | Tempo | Notas |
| ----------------- | ----------------- | ---------------------------------------------------------------------- | ----- | ----- |
| Medalha de ouro   | Jamaica           | Nesta Carter, Asafa Powell, Nickel Ashmeade, Usain Bolt                | 37.36 | WL    |
| Medalha de prata  | China             | Mo Youxue, Xie Zhenye, Su Bingtian, Zhang Peimeng                      | 38.01 |       |
| Medalha de bronze | Canadá            | Aaron Brown, Andre De Grasse, Brendon Rodney, Justyn Warner            | 38.13 |       |
| 4                 | Alemanha          | Julian Reus, Sven Knipphals, Alexander Kosenkow, Aleixo-Platini Menga  | 38.15 | SB    |
| 5                 | França            | Emmanuel Biron, Christophe Lemaitre, Guy-Elphège Anouman, Jimmy Vicaut | 38.23 |       |
| 6                 | Antígua e Barbuda | Chavaughn Walsh, Daniel Bailey, Jared Jarvis, Miguel Francis           | 38.61 |       |
| 7 !               | Estados Unidos    | Trayvon Bromell, Justin Gatlin, Tyson Gay, Mike Rodgers                | DNF   |       |
| 7 !               | Grã-Bretanha      | Richard Kilty, Chijindu Ujah, James Ellington, Daniel Talbot           | DSQ   |       |

Legenda
| Recorde mundial       | Recorde mundial (World record)               |                       | Recorde africano                      | Recorde africano (African) |                                           | Q | Classificado por posição (Qualified) |
| Recorde do campeonato | Recorde do campeonato (Championship record)  | Recorde da América    | Recorde da América (Americas)         | q                          | Classificado por melhor tempo (Qualified) |   |                                      |
| Melhor marca do ano   | Melhor marca do ano (World leading)          | Recorde asiático      | Recorde asiático (Asian)              | DNS                        | Não largou (Did not start)                |   |                                      |
| Recorde nacional      | Recorde nacional (National record)           | Recorde europeu       | Recorde europeu (European)            | DNF                        | Não terminou (Did not finish)             |   |                                      |
| Recorde pessoal       | Recorde pessoal do atleta (Personal best)    | Recorde da Oceania    | Recorde da Oceania (Oceania)          | DSQ / DQ                   | Desclassificado (Disqualified)            |   |                                      |
| Recorde da temporada  | Recorde da temporada do atleta (Season best) | Recorde sul-americano | Recorde sul-americano (South America) | NM                         | Sem marca (No mark)                       |   |                                      |